# 逢沢りな
逢沢 りな（あいざわ りな、1991年〈平成3年〉7月28日 - ）は、日本の女優、ファッションモデル、グラビアアイドル。大阪府生まれ、東京都出身。ボックスコーポレーション所属。夫は声優の神谷浩史。

## 来歴
大阪府生まれ。幼稚園の年長の時に東京に引っ越してきた。
2006年夏にスカウトされて芸能界入り。原宿でスカウトされた際は、面接で「芸能界には興味がない」などと答え落とされる。しかし、興味なしと言いつつも本人はそこそこ受かる自信があったため、悔しく思い、再び面接を受ける決意をする。その矢先の同年9月、千葉県船橋市にあるショッピングモールで家族と買い物しているところを現在の事務所からスカウトされ面接にも合格する。高校受験のため、デビューは高校に入学してからとなった。
2007年12月22日発売のワニブックスのUP to boy2008年2月号にて16歳でグラビア雑誌初掲載。
2008年、スーパー戦隊シリーズ『炎神戦隊ゴーオンジャー』に楼山早輝・ゴーオンイエロー役で出演。同番組では共演者の杉本有美・及川奈央と共に期間限定のアイドルユニット「G3プリンセス｣を結成している。また、「第87回全国高等学校サッカー選手権大会」の応援マネージャーに就任。
2009年10月に週刊プレイボーイ、2010年3月に週刊ヤングジャンプの表紙を初めて飾るなど、女優業の他にグラビアアイドルとして活動を行って多くの映像・写真作品を残す。
2012年、『ぼくの夏休み』（東海テレビ・フジテレビ系）に出演。
2013年以降は、グラビア活動から引退し、女性誌『MORE』（集英社）の専属モデルに抜擢されファッションモデルとしての活動に軸足を移す。2017年にはモグラブームに伴いグラビア活動を再開し、その美貌と小顔、華奢な体つきながらも豊かなバスト、くびれ、美尻を持つ抜群のスタイルから「モグラ女子のレジェンド」と称されている。
2017年に出演した『クズの本懐』（FOD・フジテレビ）では、大胆な濡れ場を演じたことで話題になった。
2019年には2か月間、中国北京と台湾の台北に語学留学をした。
2008年-2009年の『炎神戦隊ゴーオンジャー』に続き、2021年には『ウルトラマントリガー NEW GENERATION TIGA』、2022年には『仮面ライダーリバイス The Mystery』に出演し、スーパー戦隊シリーズ、ウルトラシリーズ、仮面ライダーシリーズの3大特撮ドラマへの出演を果たす。
2022年6月に5年ぶりとなる通算6度目（2009年、2010年、2011年、2012年、2017年、2022年）の週刊プレイボーイの表紙を飾り、付録DVDと共に4年ぶりのグラビア活動への復帰を果たした。
2023年には2つの連続ドラマに出演し、『サブスク彼女』では妖艶でセクシーな役を演じ6年ぶりに濡れ場シーンを披露、また『18歳、新妻、不倫します。』では妖艶な女性と高校生役の一人二役を演じた。
2024年6月12日に、12年振りとなる写真集『月刊 逢沢りな』を発売、フライデーやヤングキングのグラビアコンテンツにも登場するなどグラビア活動を積極的に行っている。
2025年1月1日、自身のX（旧・Twitter）にて、声優の神谷浩史と入籍したことを発表した。

## 人物
- 兄と姉がいる、3人兄妹の末っ子[5]。
- 好きな歌手は中島美嘉[6][19]。
- 好きな男性のタイプは俳優の塚本高史。
- お笑い芸人・はんにゃの大ファン。
- 近視のためレーシック手術を受けている[20]。
- 目標にしている女優は麻生久美子と真木よう子[21]。
- 子供のころの夢はイルカの調教師[5][19]。
- 岡本玲[22]、小池唯[23]、や『クズの本懐』で一緒に濡れ場を演じた桜田通とは高校時代の同級生[24]。
- 韓国コスメ、K-POP[注 1]などの韓国文化が好きで過去に何度も渡韓しており、それが2018年の韓国釜山でのグラビア撮影に繋がった[26]。
- 小池里奈は親友であり、一緒にプライベートで温泉やオーストラリアに旅行に行ったり、東京ディズニーランドに行ったりしている。
- 子供のころに見ていた特撮は『燃えろ!!ロボコン』と『美少女戦士セーラームーン』[6]。
- デビュー以来15年も芸能活動を続けてきた中、多くの芸能人が大ファンを公言しており、三吉彩花[27]や高山一実[28]も逢沢りなは憧れの人と表明している。
- 2008年時点の公称スリーサイズ：B78cm W58cm H80cm[29]、体重43㎏。2009年以降は身長(163cm)と靴のサイズ(23.5cm)、血液型（O型）のみしか公表されていない。また、アンダーバストが細いために既成ブラには合うサイズが無く、買うたびに特別に調整している[30]。

## 出演

### テレビドラマ
- 炎神戦隊ゴーオンジャー（2008年2月17日 - 2009年2月8日、テレビ朝日） - 楼山早輝 / ゴーオンイエロー 役
- ハンチョウ1〜神南署安積班〜 第11話（2009年6月22日、TBS） - 高沢沙也加 役
- 大河ドラマ 天地人 第39話 - 第44話（2009年9月27日 - 11月1日、NHK総合） - お松 役
- 柳生武芸帳（2010年1月2日、テレビ東京） - 夕姫 役
- ライアーゲーム シーズン2 最終話（2010年1月19日、フジテレビ） - 丘辺麗子 役
- 左目探偵EYE 第4話（2010年2月13日、日本テレビ） - 吉成遥香 役
- 記憶の海（2010年3月22日 - 25日、TBS） - 塚本真里 役
- TRICK 新作スペシャル2（2010年5月15日、テレビ朝日） - 石坂麗子 役
- 素直になれなくて 第6話 - 第7話（2010年5月20日 - 27日、フジテレビ） - 前田由起 役
- ハンマーセッション!（2010年7月10日 - 9月18日、TBS） - 水野繭 役
- 街占師〜北白川晶子の事件占い〜2（2012年1月11日、テレビ東京） - 神倉明日香 役
- 美力UPゾーン（2012年3月26日、NHK BSプレミアム） - 木村穂乃花 役
- 新・おみやさん 第5話（2012年5月17日、テレビ朝日） - 宮家佑香 役
- ぼくの夏休み 第2部（2012年8月7日 - 31日、東海テレビ放送） - 望月知佳 役
- おトメさん（2013年1月17日 - 3月14日、テレビ朝日） - 川村のりえ 役
- 上意討ち 拝領妻始末（2013年2月9日、テレビ朝日） - お玉 役
- ガリレオ 第2シーズン（2013年4月15日 -  6月24日、フジテレビ） - 遠野みさき 役
  - ガリレオXX 内海薫最後の事件 愚弄ぶ（2013年6月22日）
- 遺留捜査 第3シリーズ 第2話（2013年4月24日、テレビ朝日） - 長澤絵里 役
- 鳥獣仮面グラウクス[注 2]（2013年6月11日 - 7月2日、NHK Eテレ） - 主演・青柳凛 役
  - 鳥獣仮面グラウクス2（2014年1月7日 - 28日）
- めしばな刑事タチバナ 第11話（2013年6月26日、テレビ東京） - 石野小枝子 役
- 報道ドラマ 生きろ〜戦場に残した伝言〜（2013年8月7日、TBS） - 伊波和枝 役
- 独身貴族 最終話（2013年12月19日、フジテレビ）
- マッチング・ラブ（2013年12月24日、TBS） - 小池ミサキ 役[31]
- 悪夢の六号室（2013年12月27日、朝日放送） - 本多琴音 役
- 連続テレビ小説 ごちそうさん 最終週（2014年3月24日 - 25日、NHK） - 野川路代 役
- 博多ステイハングリー（2014年4月2日 - 、テレビ西日本） - 今泉由真 役[32]
- 喰う寝るふたり 住むふたり（2014年5月6日 - 6月24日、NHK BSプレミアム） - 森園真理恵 役
- マルホの女〜保険犯罪調査員〜 第5話（2014年5月16日、テレビ東京） - 村井エミ 役
- ST 赤と白の捜査ファイル 第5話（2014年8月13日、日本テレビ） - 水木優子 役
- 本棚食堂（2014年8月18日 - 26日、NHK BSプレミアム） - 倉田スミレ 役
- ディア・シスター（2014年10月16日 - 12月18日、フジテレビ） - 真智子 役
- 黒服物語 第2話 - 第3話（2014年10月31日 - 11月7日、テレビ朝日） - 葵 役
- 土曜ワイド劇場 逆転報道の女4（2014年11月22日、朝日放送） - 北村真央 役
- 太鼓持ちの達人〜正しい××のほめ方〜 第3話（2015年1月26日、テレビ東京） - 河合美沙子 役
- 水曜ミステリー9 警視庁強行犯 樋口顕（2015年2月25日 - 、テレビ東京） - 樋口照美 役
- ブスと野獣（2015年8月2日 - 9月19日、フジテレビ） - 上条梓 役
- 新・牡丹と薔薇（2015年11月30日 - 2016年1月29日、東海テレビ・フジテレビ系） - 主演・小日向美輪子 役（黛英里佳とW主演）[33]
- スペシャリスト 第7話（2016年2月25日、テレビ朝日） - 鳥塚蕗子 役
- グッドパートナー 無敵の弁護士 第5話（2016年5月19日、テレビ朝日） - 桜井奈緒 役
- 昼のセント酒 第8話（2016年5月28日、テレビ東京） - 花屋店長 役[34]
- 土曜ワイド劇場 人類学者・岬久美子の殺人鑑定6（2016年6月11日、テレビ朝日） - 永田泉 役
- 女たちの特捜最前線 第3話（2016年8月4日、テレビ朝日） - ユウ 役
- 潜入捜査アイドル・刑事ダンス 第2話（2016年10月15日、テレビ東京） - 須永アリス 役
- クズの本懐 （2017年1月19日 - 4月6日、フジテレビ） - 皆川茜 役
- コード・ブルー -ドクターヘリ緊急救命- 3rd season 第7話（2017年8月28日、フジテレビ） - 大島美央 役
- オトナ高校（2017年10月14日 - 12月9日、テレビ朝日） - 西野小春 役
- 忘却のサチコ（2018年1月2日・10月13日 - 12月29日・2020年1月2日、テレビ東京） - 橋本玲奈 役
- 白日の鴉（2018年1月11日、テレビ朝日） - 春乃沙紀 役
- 恋する♥肉食べ女子（2018年3月22日・29日、朝日放送） - 主演・小松頼子 役[35]
- 警視庁・捜査一課長 season3 第6話（2018年5月17日、テレビ朝日） - 鈴村美加 役
- 警視庁機動捜査隊216 episode9 硝子の絆（2018年6月18日、TBS） - 今里明日香 役
- 刑事7人（テレビ朝日）
  - SEASON4 第4話（2018年8月1日） - 井上真由 役
  - SEASON8 第8話（2022年8月31日） - 杉浦優花 役
- リーガルV〜元弁護士・小鳥遊翔子〜 第6話（2018年11月22日、テレビ朝日） - 藤原夏純 役
- 行動心理捜査官・楯岡絵麻 第10話（2018年12月15日、BSテレ東） - 矢田部香澄 役
- 神酒クリニックで乾杯を 第9話・最終話（2019年3月23日・30日、BSテレ東） - 芹沢久美子 役
- 小説王 第7話・第8話（2019年6月3日・17日、フジテレビ） - 大賀綾乃 役
- 70才、初めて産みますセブンティウイザン。 第3話（2020年4月17日、NHK BS4K/2020年4月19日、NHK BSプレミアム） - 若き日の夕子 役
- ドラマスペシャル「はぐれ刑事三世」（2020年10月15日、テレビ朝日） - 今北茉理 役
- 金曜8時のドラマ枠・月曜プレミア8枠、今野敏サスペンス「警視庁強行犯係・樋口顕」（2021年1月 - 2月、2022年7月 - 8月、2023年6月、2024年11月、テレビ東京） - 樋口照美 役[36][37]
- 緊急取調室 第3話（2021年7月22日、テレビ朝日） - 日高絵美 役
- ウルトラマントリガー NEW GENERATION TIGA 第9話（2021年9月18日、テレビ東京） - シズマユリカ 役
- サブスク彼女（2023年5月8日 - 6月26日、朝日放送テレビ） - スミレ 役[38]
- 十津川警部の事件簿「終着駅殺人事件」（2023年10月9日、テレビ東京） - 村上陽子 役[39]
- 18歳、新妻、不倫します。（2023年10月15日 - 12月18日、朝日放送テレビ・テレビ朝日） - 真宮蘭 役[40]
- おいハンサム!!2（2024年4月6日 - 5月25日、東海テレビ・フジテレビ） - 翔子 役[41]
- 「離婚弁護士 スパイダー」〜慰謝料争奪編〜 第4話（2024年10月26日、日本テレビ） - 桝岡千夏 役[42]

### テレビ番組
- 全国高校サッカー 茨城大会（2008年11月8日、日本テレビ）
- 逢沢りなのサッカー魂（日本テレビ）
  - 逢沢りなのサッカー魂 高校選手権開幕SP!（2008年12月27日）
  - 逢沢りなのサッカー魂 ハイライト（2009年）
  - 逢沢りなのサッカー魂 夢…支える力〜12番目の選手〜（2009年1月4日）
  - 逢沢りなのサッカー魂 最後のロッカールーム（2009年1月11日）
- 全国高校サッカー開幕戦（2008年12月30日、日本テレビ）
- スーパーヒーローMAXナビ2009（2009年8月、東映チャンネル、ファミリー劇場、テレ朝チャンネル）
- タビノイロ（2012年4月 - 2013年10月、フジテレビ）
- ゴッドタン （2013年2月 - 2014年3月、テレビ東京）
- ヌメロン （2013年4月 - 5月、フジテレビ）
- 痛快TV スカッとジャパン （2014年11月 - 2022年3月、フジテレビ）
- 大人のたしなみズム （2018年11月 - 12月、BS日テレ）

### 映画
- スーパー戦隊シリーズ
  - 炎神戦隊ゴーオンジャー BUNBUN!BANBAN!劇場BANG!!（2008年8月9日、東映） - 楼山早輝 / ゴーオンイエロー 役
  - 劇場版 炎神戦隊ゴーオンジャーVSゲキレンジャー（2009年1月24日、東映） - 楼山早輝 / ゴーオンイエロー 役
  - 侍戦隊シンケンジャーVSゴーオンジャー 銀幕BANG!!（2010年1月30日、東映） - 楼山早輝 / ゴーオンイエロー 役
  - ゴーカイジャー ゴセイジャー スーパー戦隊199ヒーロー大決戦（2011年6月11日、東映） - 楼山早輝 役[43]
  - 海賊戦隊ゴーカイジャー THE MOVIE 空飛ぶ幽霊船（2011年8月6日、東映） - G3プリンセス 役[44]
- 華鬼（ジョリー・ロジャー） - ヒロイン・朝霧神無 役
  - 華鬼 第一部 華鬼×神無編（2009年11月21日）
  - 華鬼 第二部 麗二×もえぎ編（2009年11月28日）
  - 華鬼 第三部 響×桃子編（2009年12月5日）
- 高校デビュー（2011年4月1日、アスミック・エース） - 小宮山麻美 役
- 惨劇館-ブラインド-（2011年8月27日) - 桜 役
- メサイア（2011年10月15日、ファントム・フィルム） - 安藤小百合 役
- 幸運の壺 Good Fortune（2012年2月25日、よしもとクリエイティブ・エージェンシー） - ゆかり 役
- BAD女（ガール）（2012年2月25日、メディア・ワークス） - 主演・浜島ユキ 役[注 3]
- メンタリスト響翔（2012年8月3日、セントラルメディアプロモート） - 藤本奈々 役[注 4]
- ワーキング・ホリデー（2012年11月17日、よしもとクリエイティブ・エージェンシー） - ナナ 役
- フジミ姫〜あるゾンビ少女の災難〜（2013年9月7日、Thanks Lab.） - 主演・ユーフロジーヌ 役[47][48]
- 思春期ごっこ（2014年8月23日、アイエス・フィールド） - 安藤琴 役
- 闇金ドッグス7（2017年9月2日、AMGエンタテインメント） - 石垣エマ 役
- 50回目のファーストキス（2018年6月1日、プラスディー）
- 広告会社、男子寮のおかずくん（2019年7月12日、ビデオプランニング） - 中野美夏 役

### 舞台
- コカンセツ!〜再演〜（2011年9月21日 - 25日、天王洲銀河劇場） - ヒロイン・乃木坂ひろみ 役
- The Night of Christmouse〜クリスマウスの夜〜（2011年12月21日 - 25日、新宿SPACE107） - 主演・渡辺佐恵 役

### webドラマ
- 炎神戦隊ゴーオンジャーBONBON!BONBON!ネットでBONG!!（2008年） - 楼山早輝 / ゴーオンイエロー 役
- I am GHOST（2009年10月20日 - 全24話、BeeTV） - 佳奈 役
- 午前3時の無法地帯（2013年3月20日 - 全12話、BeeTV） - サチ 役
- ドラマチックカバー特集 第1弾（2013年10月9日、UULA） - 主演[49]
- 24時間女優-待つ女- 第4回（2013年12月13日、ひかりTV） - 主演・城島りこ 役
- やれたかも委員会（2018年1月27日、AbemaTV） - 唯川泉 役
- BRIDGE はじまりは1995.1.17神戸 「ひと口、あなたに。」（2019年1月8日、U-NEXT）
- 仮面ライダーリバイス The Mystery（2022年1月30日 - 、TELASA） - 西園寺鈴 / オブリビアン 役[50]

### オリジナルビデオ
- スーパー戦隊シリーズ
  - 炎神戦隊ゴーオンジャースペシャルDVD ゼミナールだよ!全員GO-ON!（2008年） - 楼山早輝 役
  - 炎神戦隊ゴーオンジャー 10 YEARS GRANDPRIX（2018年9月26日） - 楼山早輝 役
- 惨劇館 -ブラインド-（2011年9月2日、ジェネオン・ユニバーサル） - 主演・奥桜 役
- BAD女（ガール）（2012年2月17日、オールインエンタテインメント） - 主演・浜島ユキ 役
- 携帯彼女+（2012年9月5日、ジェネオン・ユニバーサル） - 主演・江本杏子 役

### アニメ
- 金田一少年の事件簿（2014年1月28日 - 、チャンネル5.5） - 七瀬美雪 役[51]

### CM
- 興和（2009年 - 2010年）
  - ウナコーワ プチウナコーワ（2009年5月 - ）
  - 新コルゲンコーワ うがい薬 ワンプッシュ 」（2009年9月 - ）
  - ウナコーワ プチウナコーワα（2010年5月 - ）
- 日本ケンタッキー・フライド・チキン 「あなたを応援! ピザハットのピザファイト!」（2009年10月 - 、Ｗeb CM）
- 春華堂 うなぎパイ（2011年1月 - ）
- GLAY Official Store 「G-DIRECT」（2011年12月）
- DeNA 神撃のバハムート（2012年11月 - 2013年）
- アミューズ（2012年 - 2016年）
- NECネッツエスアイ（2014年10月 - 2019年3月）

### PV
- TEE with Crystal Kay 「Answer」（2012年4月11日）

### スチール
- 全国消防協会 平成20年度秋の火災予防運動ポスター（2008年）

### その他
- 第87回全国高等学校サッカー選手権大会4代目応援マネージャー（2008年12月30日 - 2009年1月12日）
- 株式会社アミューズグループ イメージキャラクター（2012年-2016年）
- CRどっキュンリゾート ハワイへん うらら役（2014年12月15日導入、タイヨーエレック）
- カネボウ デュウ 参上！白色オイル　ゴーホームヨゴレオトシケア キャンペーン （2021年9月、カネボウ化粧品）

### モデル
- ヴェルムーア（2014年、WINSTON）
- 結婚相談所サンマリエ（2014-2016年、株式会社サンマリエ）
- ペリエ（2015-2016年、千葉ステーションビル）
- こまちウエディング（2014年-2018年）
- Stola（2022年、アイア）

## 書籍

### 雑誌連載
- UP to boy（2007年 - 2012年、ワニブックス）
- B.L.T.（2008年 - 2010年、東京ニュース通信社）
- BOMB（2008年 - 2011年、学研プラス）
- 週刊ヤングジャンプ（2008年 - 2013年、集英社）
- 週刊少年マガジン（2009年 - 2012年、講談社）
- 週刊少年サンデー（2010年 - 2012年、小学館）
- グランドジャンプ（2011年・2014年、集英社）
- LARME（2013年7月 - 2016年、徳間書店）
- FLASH（2008年・2009年・2017年、光文社）
- MAQUIA（2014年7月号 - 2017年 、集英社）
- 週刊プレイボーイ（2008年 - 2013年・2016年 - 、集英社）
- フライデー（2009年 - 2011年・2024年、講談社）
- ヤングキング（2015年、2024年、少年画報社）
- MORE（2013年10月号 - 、集英社） - モアモデル

## 作品

### CD
- 炎神戦隊ゴーオンジャー G3プリンセス CD-BOX（2008年10月1日発売、コロムビアミュージックエンタテインメント）

### DVD
- Smile（2008年7月21日発売、東映ビデオ）
- ホリディ（2009年9月25日発売、ワニブックス）
- RINA'S WONDERLAND 19Graffity（2010年7月23日発売、竹書房）
- Lina JUMP（2011年6月23日発売、集英社 / リバプール）
- BUNGA（2011年11月25日発売、集英社 / リバプール）
- aBUTTON Vol.6_自由：逢沢りな【Blu-ray】（2012年3月28日発売、エイベックス・マーケティング）

### 写真集
- 炎神戦隊ゴーオンジャー写真集 マッハ全開!（2008年8月2日、一迅社）ISBN 978-4-7580-1117-4
- G3プリンセスビジュアルBOOK―『炎神戦隊ゴーオンジャー』公式本(Gakken Mook BOMB SPECIAL EDITION)（2008年10月1日、Gakken）ISBN 978-4-05-605296-1
- 炎神戦隊ゴーオンジャーキャラクターブック Let's GO ON!!!!(TOKYO NEWS MOOK 138号 TVガイドMOOK)（2009年2月5日、東京ニュース通信社）ISBN 978-4-86336-042-6
- Rina（2009年7月25日、ワニブックス、撮影：細居幸次郎）ISBN 978-4-8470-4184-6
- Welina -a girl’s memory in her teens-（2011年4月21日、集英社、撮影：細野晋司）ISBN 978-4-08-780603-8
- 人魚（2011年12月19日、ワニブックス、撮影：西田幸樹）ISBN 978-4-8470-4416-8
- aBUTTON Vol.6_自由（2012年2月3日、PARCO出版 / ルーセント・ピクチャーズエンタテインメント）
- 月刊 逢沢りな（2024年6月12日、講談社、撮影：ND CHOW）ISBN 978-4-06-535137-6[15][52]

### デジタル写真集
- 週プレnet スペシャル写真集『駆け抜けて、青春。』（2009年9月、集英社、撮影：川島小鳥）
- 週プレnet Extra 『Sweet 18 Blues』（2010年5月、集英社、撮影：川島小鳥）
- 週プレnet スペシャル写真集『天使ちゃん』（2010年10月、集英社、撮影：川島小鳥）
- 週プレBook 『ミニスカートと白ビキニ』（2011年7月13日、集英社、ケータイ週プレ写真集）
- 月刊PLUS 逢沢りな Vol.1（2011年7月25日、ファンプラス・GザテレビジョンPLUS配信、撮影：細居幸次郎）
- 月刊PLUS 逢沢りな Vol.2（2011年8月25日、ファンプラス・GザテレビジョンPLUS配信、撮影：細居幸次郎）
- 月刊PLUS 逢沢りな Vol.3（2011年9月25日、ファンプラス・GザテレビジョンPLUS配信、撮影：細居幸次郎）
- 週プレnet スペシャル写真集『さよなら、美少女』（2011年9月、集英社、撮影：川島小鳥）
- 週プレnet Extra 『光と影のバラッド』（2012年4月、集英社、撮影：川島小鳥）
- 逢沢りなデジタル写真集『Colorful Days』（2012年8月、メディアシーク）
- 週プレnet スペシャル写真集『女優の性』（2013年2月、集英社、撮影：中村昇）
- 週プレBook 『初艶』（2013年5月31日、集英社、ケータイ週プレ写真集）
- MOREデジタル写真集『24歳のナツヤスミ』 （2016年6月28日、集英社、撮影：中野佑美）
- 週プレnet スペシャル写真集『伝説の美少女』（2017年1月、集英社、撮影：熊谷貫）
- 週プレnet Extra 『さよなら清純』（2017年3月、集英社、撮影：熊谷貫）
- MOREデジタル写真集『サマー・タイム・ロマンス』 （2017年7月3日、集英社、撮影：尾身沙紀）
- 週プレnet スペシャル写真集『青春の輝き』（2018年10月、集英社、撮影：川島小鳥）
- 週プレ+Special 『リフレイン　少女の刻〜』（2022年6月、集英社、撮影：新津保建秀）